# Dükkan-Kulturladen
Der Dükkan-Kulturladen e.V. ist ein Verein mit interkulturellen Zielsetzungen, der 1986 zunächst als Leihbibliothek für „Literatur, Film, Tanz und Musik aus der Türkei“ in München gegründet wurde.
Dükkan begann neben dem Aufbau seiner mehrsprachigen Leihbücherei zur türkischen Kultur, die alles von Belletristik bis zum Sach- und Fachbuch aufnahm und auch Autoren weiterer ethnischer Minderheiten nicht ausschloss, zu diesem Zeitpunkt ein einmaliges Projekt in Deutschland, später mehrere hundert kulturelle Veranstaltungen aus den Bereichen Literatur, Musik und Theater zu organisieren.

## Zielsetzungen
Der ursprüngliche, zur Gründung von Bibliothek und Verein führende Ansatz war der Wunsch nach Vorstellung und Vermittlung der noch wenig bekannten kulturellen Seite der Türkei in Deutschland. Später erweiterten sich die Aufgabenbereiche wie folgt:
- Entwicklung, Pflege und Förderung türkischer Kultur in Deutschland
- Förderung von Künstlern türkischer Herkunft oder Abstammung in Deutschland
- Entwicklung der Multikulturalität[1]

An bestimmten Tagen der Woche wird im Laden zur Vertiefung des Sprachlernens einerseits und zur Sprachpflege andererseits seitens der Besetzung Türkisch gesprochen.

## Bedeutung
Der Kulturladen wurde in der Vergangenheit in Verzeichnissen zur multikulturellen Gesellschaft als Institution und Anlaufstelle genannt und zum Teil überregional beachtet.

## Einzelbelege
1. 1 2  Carmine Chiellino: Forschungszentrum / Institutionen / Interkulturelle Preise. In: Carmine Chiellino (Hrsg.): Interkulturelle Literatur in Deutschland. Metzler, Stuttgart 2007, ISBN 978-3-476-02185-4, S. 443.